# Кульджагазов, Азат
Азат Кульджагазов (туркм. Azat Guljagazow; 30 августа 1975, Балканабад) — туркменский футболист, полузащитник, футбольный арбитр. Выступал за сборную Туркменистана.

## Биография
В первой половине сезона 1997/98 выступал за «Копетдаг» (Ашхабад) и к зимнему перерыву шёл на пятом месте в споре бомбардиров с 7 голами. Зимой перешёл в «Дагдан» (Ашхабад) и за оставшиеся 14 туров забил 14 голов, в итоге стал вторым бомбардиром сезона с 21 голами, а также серебряным призёром чемпионата Туркменистана. В сезоне 1998/99 вернулся в «Копетдаг», с которым также завоевал серебряные награды.
В начале 2000 года перешёл в казахстанский клуб «Восток-Алтын» (Усть-Каменогорск). Дебютный матч в чемпионате Казахстана сыграл 29 апреля 2000 года против «Елимая», а всего за полсезона провёл 5 матчей. Летом 2000 года перебрался в другой казахстанский клуб — «СОПФК Кайрат» (Алма-Ата), в его составе 11 июля 2000 года забил свой первый гол в чемпионате страны в ворота «Тобола». За половину сезона забил 5 голов в 12 матчах, а его команда финишировала четвёртой. В начале 2001 года ненадолго возвращался в «Копетдаг», а осеннюю часть сезона снова провёл в «Востоке», где забил 5 голов в 11 матчах. Всего в высшей лиге Казахстана сыграл 28 матчей и забил 10 голов.
Участник Кубка Содружества 2001 года в составе «Копетдага». Также в этот период туркменский тренер Курбан Бердыев привлекал Кульджагазова вместе с группой игроков из Туркменистана в смоленский «Кристалл», однако в заявку на сезон он включен не был.
После возвращения на родину провёл полсезона в «Копетдаге», а затем перешёл в столичную «Нису», где за половину сезона 2002 года забил 7 голов и стал вместе с клубом серебряным призёром чемпионата. В 2003 году вместе с «Нисой» стал чемпионом страны и финалистом Кубка Туркменистана, в полуфинальном матче против «Копетдага» сделал хет-трик. В 2004 году перешёл в «Небитчи» (Балканабад), в его составе снова выиграл чемпионский титул. На старте сезона 2005 года играл за «Небитчи» в товарищеских турнирах, однако затем не выходил на поле за клуб в матчах Кубка АФК и не забивал в чемпионате. В 2006 году вернулся в состав «Небитчи» и стал серебряным призёром чемпионата.
В национальной сборной Туркменистана сыграл не менее двух матчей в 2000—2001 годах.
По состоянию на 2015 год судил матчи высшего дивизиона Туркменистана.